# Castor (hora)
Castor (italsky Punta Castore, 4228 m n. m.) je hora ve Walliských Alpách. Leží na hranici mezi Švýcarskem (kanton Valais) a Itálií (region Valle d'Aosta). Náleží do masivu Monte Rosa. Leží západně od Dufourspitze a přiléhá k Breithornu a Polluxu. Castor a Pollux se nazývají "Dvojčata" (německy Zwillinge). Na vrchol je možné vystoupit z Monte Rosa Hut (2795 m n. m.) a Gandegg Hütte (3029 m n. m.) na švýcarské straně a z Rifugio Quintino Sella (3585 m n. m.) a Rifugio Ottorino Mezzalama (3036 m n. m.) na straně italské. Pod horou se nachází ledovec Zwillingletscher.
Na vrchol jako první vystoupili 23. srpna 1861 F. W. Jacomb, William Mathews a Michel Croz.